# Amethi (Faizabad)
Amethi (hindi अमेठी) – miasto w północnych Indiach w stanie Uttar Pradesh, na Nizinie Hindustańskiej.
Populacja miasta w 2001 roku wynosiła 12 808 mieszkańców.